# Rolf Fritz
Rolf Fritz (* 15. April 1904 in Hofgeismar; † 2. September 1992 in Münster) war ein deutscher Kunsthistoriker. Sein Forschungsschwerpunkt war deutsche Kunst vom Mittelalter bis ins 19. Jahrhundert, besonders zur Kunst und Kulturgeschichte Westfalens, außerdem zu verschiedenen Gattungen des Kunsthandwerks.

## Leben
Rolf Fritz wurde in Hessen aus einer Straßburger Familie geboren und wuchs in Dortmund auf. Nach der Absolvierung der Ausbildung zum Volksschullehrer in Hilchenbach (Siegerland) studierte er Kunstgeschichte, Geschichte, klassische Archäologie und Philosophie in Berlin und Wien und wurde 1930 bei Adolph Goldschmidt am kunsthistorischen Seminar der Universität Berlin promoviert mit der Dissertation „Das Stadt- und Straßenbild in der holländischen Malerei des 17. Jahrhunderts“.
Zunächst war er ein Jahr Assistent bei Cornelis Hofstede de Groot in Den Haag. Danach folgte eine Tätigkeit als Volontär an verschiedenen Abteilungen der Berliner Museen, u. a. der vorderasiatischen Abteilung, der Gemäldegalerie und dem Kunstgewerbemuseum, das sich damals im Berliner Schloss befand. 1934 wurde Fritz Kustos am Städtischen Museum in Dortmund, seit 1936 dessen Direktor. Das Museum erhielt auf seine Anregung den Namen Museum für Kunst und Kulturgeschichte, das er bis zu seiner Pensionierung 1966 leitete.
Diese Zeit wurde unterbrochen durch den Wehrdienst, den Fritz als Dolmetscher für Französisch und Niederländisch, von 1940 bis 1945 ableistete. Nach dem Krieg war er zunächst mit der Rückführung der ausgelagerten Bestände des Museums beschäftigt, dessen Gebäude vollkommen zerstört war. Das Refugium (bis 1970) war Schloss Cappenberg bei Lünen, was dank der tatkräftigen Hilfe der britischen Kunstschutzoffiziere 1946 ermöglicht wurde. „Die britische Militärregierung bestätigte Rolf Fritz am 22. Januar 1946 in seinem Amt“. Dort konnte er, ebenfalls mit deren Hilfe, bereits seit 1948 viel beachtete Ausstellungen zeigen und Restaurierungen veranlassen, darunter von kostbaren Kunstwerken des Mittelalters aus Dortmunder Kirchen. Die Ausstellungen wurden von Carl Georg Heise 1950 als „das Wunder von Cappenberg“ gepriesen.
In den Jahren 1949 und 1950 wurden kostbarste Werke mittelalterlicher Kunst aus Deutschland bei einzigartigen Ausstellungen in den Museen von Amsterdam, Brüssel und Paris gezeigt, die dort große Resonanz fanden. Die meisten Kunstwerke waren während des Krieges ausgelagert gewesen und konnten nach den Zerstörungen zumeist nicht an ihre ursprünglichen Standorte zurückkehren. Auch diese internationalen Ausstellungen waren mit maßgeblicher Hilfe der britischen Kunstschutzoffiziere (Monuments Men bzw. Monuments, Fine Arts, and Archives Section) ermöglicht worden. Rolf Fritz war daran mit Leihgaben aus Dortmunder Kirchen beteiligt.
Die Ausstellungen während der Sommermonate auf Schloss Cappenberg bildeten den wesentlichen Teil seiner Museumsarbeit.
- Kunstschätze aus zerstörten Kirchen Westfalens, 1948.
- Rembrandt und seine Zeitgenossen. Handzeichnungen aus den Museen von Amsterdam und Brüssel, 1949.
- Conrad von Soest und sein Kreis, 1950.
- Deutsche Kultur von der Spätgotik bis zum Rokoko. Ausstellung mit Leihgaben aus dem Germanischen Nationalmuseum Nürnberg, 1951.
- Meisterwerke niederländischer Malerei aus der Alten Pinakothek München, 1952.
- Das Ruhrgebiet vor hundert Jahren, 1955.
- Das Bild der deutschen Industrie 1800–1850, 1958.

Eine vollständige Bibliographie von Rolf Fritz wurde 1979 zu seinem 75. Geburtstag einschließlich einer ausführlichen Würdigung seiner Museumsarbeit von der Stadt- und Landesbibliothek Dortmund 1979 veröffentlicht. Sie umfasst Schriften zu folgenden Bereichen: 1. Ikonographie, 2. deutsche Malerei des 14. bis 19. Jahrhunderts, 3. Bildhauerkunst des 11. bis 16. Jahrhunderts, 4. deutsche Zeichnungen des 15. bis 19. Jahrhunderts, 5. Kunsthandwerk des 13. bis 18. Jahrhunderts, 6. Dortmund und die alte Kunst am Hellweg, 7. Ruhrgebiet, 8. niederländische Malerei, 9. Museumsschriften und Berichte.
Sein Sohn ist der Kunsthistoriker Johann Michael Fritz (* 1936).

## Publikationen (Auswahl)
Monographien
- Das Stadt- und Straßenbild in der holländischen Malerei des 17. Jahrhunderts. Stuttgart 1932.
- Dortmunder Kirchen und ihre Kunstschätze. Dortmund 1933.
- Conrad von Soest. Der Dortmunder Marienaltar. Bremen 1950.
- Conrad von Soest. Der Wildunger Altar. München 1954.
- Dortmunder Kunstbesitz. Museum für Kunst und Kulturgeschichte. Erwerbungen 1934–1958. Ausstellung zum 75jährigen Bestehen des Museums. Dortmund 1958.
- Heinrich Aldegrever als Maler. Dortmund 1959.
- Das Ruhrgebiet vor hundert Jahren. Dortmund 1956. 3. Auflage, 1963.
- Dortmund. Bilder aus vier Jahrhunderten. Dortmund 1956, 3. Auflage 1965.
- Museum für Kunst und Kulturgeschichte der Stadt Dortmund. Hamburg 1964 (= Kulturgeschichtliche Museen in Deutschland, Band 4)
- Meisterwerke alter Kunst aus Dortmund. Dortmund 1967, 2. Auflage 1980.
- Sammlung Becker. Gemälde alter Meister. Dortmund 1967.
- Alte Kunst im Kreis Unna. Köln-Berlin 1970, 2. erweiterte Auflage 1977.
- Sammlung August Neresheimer. Katalog. Hamburg-Altona 1974.
- Die Gefäße aus Kokosnuss in Mitteleuropa. 1250–1800. Mainz 1983.

Aufsätze (Auswahl)
- Das Halbfigurenbild in der westdeutschen Tafelmalerei um 1400. In: Zeitschrift für Kunstwissenschaft. Jahrgang 5, 1951, S. 161–178.
- Aquilegia. Die symbolische Bedeutung der Akelei. In: Wallraf-Richartz-Jahrbuch. Band 14, 1952, S. 99–110.
- Conrad von Soest als Zeichner. In: Westfalen. Band 31, 1953, S. 10.
- Die Ikonographie des heiligen Gottfried von Cappenberg. In: Westfälische Zeitschrift. Band 111, 1961, S. 1–20.
- Der Crucifixus aus Benninghausen, ein Bildwerk des 11. Jahrhunderts. In: Westfalen. Band 29, 1951, S. 141–153.
- Der Crucifixus von Cappenberg, ein Meisterwerk französischer Bildhauerkunst. In: Westfalen. Band 31, 1953, S. 204–218.
- Dortmunder Goldschmiede der Barockzeit. In: Peter Berghaus: Dortmunder Münzgeschichte, Dortmund 1958, S. 53–83.
- Eine spätgotische Pilgerflasche zur Aachener Heiligtumsfahrt. In: Aachener Kunstblätter. Jahrgang 22, 1961, S. 75–82.